# Eaton Industries
Die Eaton Industries GmbH ist eine deutsche Tochtergesellschaft des Industrieunternehmens Eaton Corporation. Eaton erzielte im Jahr 2019 einen Umsatz von 21,4 Milliarden Dollar und verkauft Produkte in ca. 175 Ländern. Weltweit arbeiten rund 95.000 Mitarbeiter bei Eaton.
Die Eaton Industries GmbH (vormals Moeller GmbH) mit Sitz in Bonn beschäftigt etwa 2.000 Mitarbeiter. 2008 wurde die Moeller GmbH durch die amerikanische Eaton Corporation übernommen. Die Eaton Industries GmbH vertreibt Produkte im Bereich der elektrischen Schaltgeräte, Industrieautomation und Antriebstechnik.

## Geschichte
Nach der Gründung 1899 durch Franz Klöckner in Köln trat 1911 Hein Moeller als leitender Ingenieur und alleiniger Vorstand in das Unternehmen ein. Im Jahr 1946 verlagerte er den Klöckner-Moeller Firmenhauptsitz nach Bonn. Seitdem arbeitet das Unternehmen in der Entwicklung und Herstellung von elektrotechnischen Produkten zum Schalten, Schützen und Automatisieren von industriellen Maschinen und Anlagen. Mit hundertjährigem Bestehen änderte das Unternehmen 1999 seinen Namen und aus Klöckner-Moeller wurde Moeller. Im April 2008 übernahm die US-amerikanische Eaton Corporation 100 Prozent der Anteile der Moeller Firmengruppe.
Eaton ist ein Anbieter von Energiemanagementlösungen, die Kunden helfen, elektrische, hydraulische und mechanische Energie effizienter, nachhaltiger und sicherer zu nutzen. Am Standort Bonn arbeiten heute rund 800 Mitarbeiter mit dem Schwerpunkt Entwicklung von Lösungen zum Schalten, Schützen und Automatisieren. In Bonn befindet sich der Hauptsitz der Industrial Controls & Protection Division (ICPD) sowie Teilbereiche der Power Distribution Components Division (CB) als Teil der Eaton Industries GmbH. Darüber hinaus werden von diesem Standort aus mehrere EMEA-weite (Europe, Middle East, Africa) Zentralfunktionen gesteuert. Weiterhin agiert von Bonn aus die deutsche Vertriebsgesellschaft von Eaton, die Eaton Electric GmbH. Zudem befindet sich dort ebenfalls das unabhängige Prüflabor Institute for International Product Safety GmbH.
Innerhalb Deutschlands verfügt die Industrial Controls & Protection Division über mehrere Produktionsstandorte. Das Kompetenz Zentrum Bäderstraße in Rheinland-Pfalz ist auf die Fertigung von Befehls- und Meldegeräten sowie Leistungsschalter spezialisiert. An den Standorten Neuwied (Gladbach) und Nordenham werden Eatons Motorschutzschalter und Überlastrelais hergestellt. Am Standort in Gummersbach-Niedernhagen werden Leistungsschütze gefertigt.

## Das Produktportfolio und seine Geschichte
Die Klöckner-Moeller GmbH setzte vor allem auf sein Leistungsschütz DIL („Drehstrom in Luft“), das es bereits seit den 1940er Jahren produzierte. Die Leistungsschütze bestanden aus zwei Baureihen in Rot und Grün. Die grüne Baureihe war zugeschnitten auf 1 Mio. Schaltspiele, während die rote Baureihe auf 3 Mio. Schaltspiele ausgerichtet war. 1980 wurden die beiden Baureihen abgelöst durch das Universal-Schütz DIL. Weiter ist das Unternehmen für seine Motorschutzschalter bekannt.

## Produkte
Das Unternehmen produziert und vertreibt Komponenten und Systeme zum Schalten, Schützen, Befehlen, Melden, Steuern und Visualisieren industrieller Fertigungsprozesse und Maschinen sowie zum Energieverteilen in Infrastrukturgebäuden und Wohnhäusern.
Heute umfasst das Produktportfolio der Industrial Controls & Protection Division:
- Motorschutzschalter & Motorschutzrelais
- Leistungsschütze
- Speicherprogrammierbare Steuerung (SPS) und I/O-Systeme und Industrie-PCs
- Lasttrennschalter & Nockenschalter
- Befehls- und Meldegeräte
- Frequenzumrichter & Softstarter
- HMI (Human Machine Interface)
- IIOT-Lösungen
- Sicherungen
- Sensoren und Positionsschalter

## Eaton in EMEA
Die Eaton Industries GmbH ist Teil der Industrial Controls & Protection Division (ICPD) innerhalb Eatons Electrical Sector EMEA (Europa, naher Osten, Afrika). Der Electrical Sector in EMEA, mit Hauptsitz in Morges, Schweiz, unterteilt sich in vier anwendungsspezifische Divisionen:
- Industrial Controls und Protection Division: Befasst sich mit den Bereichen der Automatisierung, Antriebstechnik sowie Motor- und Anlagenschutz.
- Power Distribution Division: Befasst sich mit Produkten zur Energieverteilung - von der Erzeugung bis zum Endverbraucher.
- Power Quality Division: Stellt mit seinen Produkten eine unterbrechungsfreie Stromversorgung sicher.
- Life Safety Division: Umfasst Produkte aus dem Bereich der Notlichtsysteme.

Als Eaton Industries (Austria) GmbH betreibt das Unternehmen auch in Österreich zwei Standorte in Schrems und Wien. In Österreich werden unter anderem Komponenten für Leitungsschutz- und Fehlerstromschutzschalter produziert. Die Eaton Industries (Austria) GmbH ist Mitglied der österreichischen Plattform Industrie 4.0.